# Andrzej Białkiewicz
Andrzej Antoni Białkiewicz (ur. 13 czerwca 1954 w Czeladzi, zm. 22 marca 2023 w Krakowie) – polski inżynier i nauczyciel akademicki, profesor nauk technicznych, profesor Politechniki Krakowskiej im. Tadeusza Kościuszki i jej rektor w latach 2020–2023.

## Życiorys
Absolwent I Liceum Ogólnokształcącego im. Mikołaja Kopernika w Będzinie. W 1978 ukończył studia na Wydziale Architektury Politechniki Krakowskiej im. Tadeusza Kościuszki. Doktoryzował się w 1987 na macierzystej uczelni w oparciu o rozprawę dotyczącą architektury okresu międzywojennego i zagadnień konserwatorskich. Stopień naukowy doktora habilitowanego uzyskał w 2005 na PK na podstawie pracy pt. Rola rysunku w warsztacie architekta. Szkoła krakowska w kontekście dokonań wybranych uczelni europejskich i polskich. Tytuł profesora nauk technicznych otrzymał 20 czerwca 2018.
Od 1978 był zawodowo związany z Politechniką Krakowską, na której od 2010 obejmował kolejne stanowiska profesorskie. W 2011 został kierownikiem Zakładu Rysunku, Malarstwa i Rzeźby na Wydziale Architektury. W latach 2012–2020 był przez dwie kadencje prorektorem PK do spraw ogólnych. W lipcu 2020 został wybrany na rektora Politechniki Krakowskiej w kadencji 2020–2024. Funkcję tę sprawował do czasu swojej śmierci w marcu 2023.
Prowadził działalność jako architekt, jest autorem lub współautorem ponad 180 zrealizowanych projektów, w tym ponad 50 realizacji kościołów i założeń sakralnych (m.in. kościoła z zespołem klasztornym ojców paulinów w Toruniu). Zajmował się także realizacjami konserwatorskimi, m.in. na Jasnej Górze w Częstochowie.
Specjalizował się w teorii architektury, konserwacji zabytków, rysunku i malarstwie. Opublikował około 125 prac naukowych, wypromował trzech doktorów. W latach 2001–2004 był rzeczoznawcą ministra kultury i dziedzictwa narodowego w dziedzinie zabytków nieruchomych.

## Odznaczenia
W 2023 pośmiertnie odznaczony Krzyżem Oficerskim Orderu Odrodzenia Polski. W 2016 wyróżniony Srebrnym Krzyżem Zasługi. Uhonorowany również Złotą Odznaką „Za opiekę nad zabytkami”.